# Aline Réveillaud de Lens

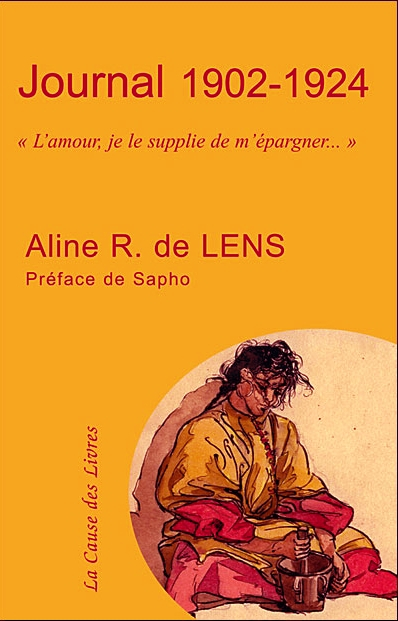
Okładka pierwszego wydania dziennika Aline Réveillaud de Lens

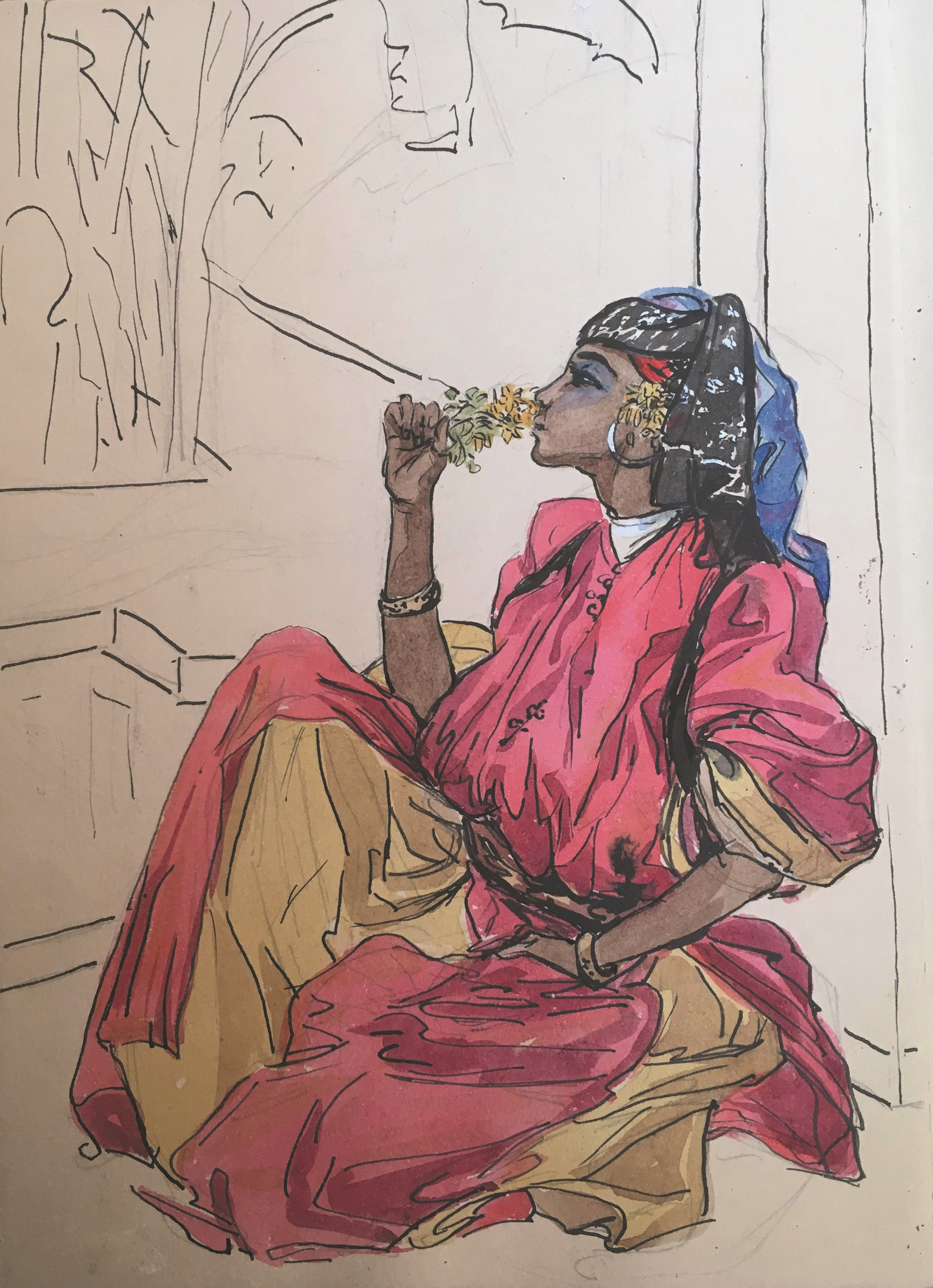
Jeden z dwudziestu gwaszy Aline Réveillaud de Lens z kolekcji Kobiety marokańskie

Aline Réveillaud de Lens, z domu de Lens (ur. 2 marca 1881 w Paryżu, zm. 10 lutego 1925 w Fezie) – francuska powieściopisarka i malarka, która od 1911 roku żyła i tworzyła w Tunezji i Maroku. Swoje prace podpisywała: A.R. de Lens, A.-R. de Lens, Aline de Lens.

## Życiorys
Aline de Lens była pierwszym z pięciorga dzieci Emile’a Delens (pisownia rodowego nazwiska została oficjalnie zmieniona w 1921 r.). Jej ojciec był znanym paryskim chirurgiem. Dobrze sytuowana rodzina zapewniała dzieciom typową w tamtych czasach edukację artystyczną: Aline gra na skrzypcach i rysuje. W swoim dzienniku wyznaje, że chciała pójść śladami ojca i studiować biologię lub chemię, lecz nie pozwoliło jej na to wątłe zdrowie i neurastenia.
Aline postanawia poświęcić swoje życie malarstwu. Zapisuje się do słynnej Académie Julian. W 1904 r, jest jedną z pierwszych kobiet przyjętych do paryskiej Akademii Sztuk Pięknych (atelier Humberta). Osiąga kilka niewielkich sukcesów malarskich. W 1908 r. dla podratowania zdrowia wyjeżdża do Hiszpanii. W tym samym roku poznaje młodszego o sześć lat André Réveillauda. Para postanawia się pobrać, lecz nie konsumować związku, by nie zbrukać wyjątkowego uczucia, które ich połączyło.
To małżeństwo nie jest dobrze widziane przez obie rodziny i jest to jeden z powodów decyzji młodej pary o wyjeździe z Francji. W 1911 r. dzień po ślubie udają się do Tunisu, gdzie André zostaje urzędnikiem kolonialnym. Pod koniec 1913 r. André Réveillaud zostaje przeniesiony do Maroka – nowo utworzonego protektoratu Francji i małżeństwo przeprowadza się do Rabatu. W 1915 r. na łamach „Revue de Paris” Aline Réveillaud de Lens publikuje swój pierwszy artykuł: Au Maroc pendant la guerre (W Maroku podczas wojny). To pochwała polityki kolonialnej Francji i generała Lyautey, francuskiego Rezydenta Generalnego i Komisarza Naczelnego w Maroku, który jest tym artykułem zachwycony. Autorka zadedykuje mu później drugą część swoich nowel Le harem entr’ouvert. Mœurs marocaines (Zza wpółotwartych drzwi haremu. Obyczaje marokańskie).
W listopadzie 1915 r. wraz z mężem przeprowadza się do Meknes. Angażuje się w prace Service des Arts Indigènes, urzędu zajmującego się ochroną dziedzictwa kulturowego Maroka oraz pisze artykuły przybliżające francuskim czytelnikom kulturę i sztukę tego kraju. W latach 1917–1919 publikuje cykl nowel Le harem entr’ouvert, wielokrotnie potem wznawiany, a w 1922 r. ukazuje się jej powieść Derrière les vieux murs en ruines (Stare zrujnowane ściany).
24 maja 1921 r. wyznaje w swoim dzienniku, że od dwóch lat jest poważnie chora i że amputowano jej lewą pierś. Operacja niewiele pomaga. Bracia Tharaud, którzy odwiedzają ją niedługo przed śmiercią opisują wycieńczone chorobą ciało, niezdolne praktycznie do ruchu i żywe oczy zdradzające niezwykła aktywność umysłu. We wpisie w dzienniku poczynionym już ręką męża można przeczytać, że ostatnie dziesięć miesięcy życia Aline Réveillaud de Lens przeżyła w cierpieniu, leżąc praktycznie bez ruchu. Zmarła 10 lutego 1925 r. w Fezie, w wieku niespełna 44 lat.

## Twórczość
Twórczość malarska Aline Réveillaud de Lens jest dziś praktycznie nieznana. W 1947 r. jej siostra Marie-Thérèse przekazała kolekcję ponad stu jej obrazów do ratusza w Meknes, gdzie miały się odtąd znajdować na wystawie stałej. Obecnie w jednym z budynków władz miejskich Meknes można zobaczyć sześć jej płócien. W prywatnym archiwum rodziny de Lens znajduje się spis przekazanych tam obrazów, w tym fotografie sześciu; w posiadaniu rodziny jest również 20 oryginalnych gwaszy, z których jeden zdobi okładkę pierwszego wydania jej dziennika. Dziś Aline Réveillaud de Lens znana jest głównie jako pisarka.
W latach 1917–1919 na łamach „Revue de Paris”  ukazują się jej 23 nowele wydane w 1919 r. razem pod tytułem Le harem entr’ouvert (Zza wpółotwartych drzwi haremu). Cykl składa się z części tunezyjskiej i marokańskiej i opowiadają o problemach miejscowych kobiet takich, jak izolacja od świata i zależność od mężczyzny, ale też o codziennych kobiecych przyjemnościach. W pierwszej części europejska narratorka jest łatwo identyfikowalna z autorką, natomiast w drugiej, inspirowanej pobytem autorki w Maroku używane słownictwo i zwroty często wskazują, że narrator /-ka należy do świata Maghrebu. W niektórych nowelach widać również inspiracje klasyczną poezją arabską i wschodnią tradycją opowieści publicznych.
W 1922 r. ukazuje się najciekawsza książka pisarki: Derrière les vieux murs en ruines. Nosi ona podtytuł „powieść marokańska” i jest napisana w formie pamiętnika Francuzki, która przeprowadza się do Meknes. Akcja powieści skupia się na planowanym małżeństwie miejscowego bogacza z nastoletnią córką dawnego wroga, który nadał jej rzadki w krajach islamu przywilej polegający na tym, że nie można wydać jej za mąż wbrew jej woli. Dziewczyna nie chce poślubić dużo starszego mężczyzny, ale ten przekupuje jej najbliższych, którzy przekonują ją do małżeństwa. Ta historia służy jedynie za pretekst do opisania życia marokańskich kobiet oraz ich relacji z europejską narratorką, a z powieści wyłania się rzadki w tamtych czasach szacunek dla obcej kultury, a czasem wręcz fascynacja tą kulturą.
Jeszcze przed śmiercią w 1925 r. Aline Réveillaud de Lens zdążyła opublikować L’étrange aventure d’Aguida, (Dziwna przygoda Aguidy). Jest to zbiór trzech nowel o podobnym schemacie: marokański bohater popada w tarapaty przez własnych rodaków i z trudnej sytuacji pomaga mu wyjść francuskie małżeństwo, w którym łatwo można dostrzec cechy państwa Réveillaud. Nowele są o tyle interesujące, że narracja prowadzona jest z punktu widzenia marokańskich bohaterów, a obecność Francuzów w Maroku nie jest oceniana jednoznacznie pozytywnie.
Pratiques de harems marocains. Sorcellerie, médecine, beauté (Praktyki marokańskich haremów. Czary, medycyna, uroda) to z kolei wydany w 1925 r. już pośmiertnie zbiór recept magicznych i popularnych w Maroku praktyk leczniczych poprzedzony wstępem Aline Réveillaud de Lens. Autorka nie komentuje przytaczanych recept, które już wcześniej publikowała w czasopiśmie „Maroc Médical” natomiast jej stosunek do opisywanych praktyk, czasem dość absurdalnych z punktu widzenia medycyny można określić jako chęć ich zrozumienia.
Dopiero w 1932 r., siedem lat po śmierci, w "La Revue de Paris" ukazuje się cykl jej nowel Jardins maures (Mauryjskie ogrody). Ich bohaterem jest niejako przestrzeń, tytułowe ogrody, będące dla marokańskich kobiet żyjących w zamknięciu namiastką żywej natury i miejscem, gdzie znajdują pocieszenie.
Aline Réveillaud de Lens była też autorką wielu artykułów. Często są to artykuły etnograficzne, tak jak La Fête des Aïssaouas à Meknès (Święto Aissawa w Meknes), ale zdarzało się jej również pisać teksty propagandowe takie, jak wspomniany już Au Maroc pendant la guerre, czy późniejszy La Main-d’œuvre féminine au Maroc (Kobieca siła robocza w Maroku), w którym autorka sugeruje, że Marokanki żyjące w haremach powinny zacząć w nich pracować i byłoby to z korzyścią dla społeczeństwa. Takie elementy propagandowe nieobecne są praktycznie w jej nowelach i powieściach.
W 2007 r. w wydawnictwie La Cause des Livres ukazał się dziennik Aline Réveillaud de Lens. Miał on zostać wydany jeszcze w latach 20. ubiegłego wieku. Planom tym położyła kres przedwczesna śmierć jej męża, który zmarł w 1926 r. na skutek obrażeń odniesionych w wypadku samochodowym. Obszerne fragmenty dziennika zostały wykorzystane przez braci Taraud w powieści Les Bien aimées, wydanej w 1932 r. To właśnie w ich teczce przechowywanej w dziale rękopisów francuskiej Biblioteki Narodowej odnalazł go Philippe Lejeune, który pracował wtedy nad swoją książką Le moi des demoiselles: enquête sur le journal de jeune fille (Panieńskie ja: śledztwo w sprawie dzienników młodych dziewcząt). Opisał w niej losy Aline Réveillaud de Lens i jej dziennik, inspirując zapewne również jego pierwsze wydanie.

### Artykuły
- Au Maroc pendant la guerre, „La Revue de Paris”, no 1, le 1er novembre 1915, s. 161-171.
- Bijoux des mille et une nuits, „France-Maroc. Revue mensuelle”, no 5, le 15 mai 1917, s. 30-33.
- La Fête des Aïssaouas à Meknès, „France-Maroc. Revue mensuelle”, no 1, le 15 janvier 1918, s. 25-26.
- La Journée d’une Chérifa, „Lecture pour tous”, juin 1922, s. 1246.
- La Main-d’œuvre féminine au Maroc, „France-Maroc. Revue mensuelle”, no 2, le 15 février 1919, s. 53-54.
- La Médicine des Indigènes marocains. Les pratiques médicales de matrones à Meknès, „Maroc Médical”, no 5, le 15 mars 1922, s. 194-198 ; no 6, le 15 avril 1922, s. 240-242 ; no 7, le 15 mai 1922, s. 279-280 ; no 8, le 15 juin 1922, s. 309-311 ; no 9, le 15 juillet 1922, s. 333-335 ; no 10, le 15 août 1922, s. 357-359 ; no 11, le 15 septembre 1922, s. 391-392 ; no 12, le 15 octobre 1922, s. 421-422.
- Le Bonheur des Musulmanes, „L’Action Nationale”, tome XVIII, janvier-juin 1922, s. 270-272.
- Les Arts indigènes au Maroc, „Le Maroc Artistique”, 1917, numéro spéciale : L’Art et les artistes, s. 30-44.
- Les Femmes marocaines et la guerre, „Le Maroc Artistique”, mai 1919, s. 281-289.
- Un mariage à Meknès dans la petite bourgeoisie, „Revue du Monde Musulman”, vol. XXXV, 1917–1918, s. 31-55.
- Un Prévost des Marchands au XXe Siècle. Le Mohtasseb, „France-Maroc. Revue Mensuelle”, no 4, le 15 avril 1919, s. 110.
- Une femme-peintre marocaine, „France-Maroc. Revue Mensuelle”, no 3, le 15 mars 1917, s. 25-27.

### Powieści i nowele wydawane w czasopismach
- Derrière les vieux murs en ruines, „La Revue de Paris”, janvier-février 1922, s. 117-138, 332-358 i 609-626; oraz mars-avril 1922, s. 378-398 i 601-633.
- Jardins maures, „La Revue de Paris”, Septembre-Octobre 1932, s. 637-650.
- Le Harem entr’ouvert (1ère partie), „La Revue de Paris”, juillet-août 1917, s. 295-382.
- Le Harem entr’ouvert (fin), „La Revue de Paris”, juillet-aoűt 1917, s. 525-564.
- Le Harem entr’ouvert. Mœurs marocaines (2e partie), „La Revue de Paris”, mai-juin 1919, s. 129-162.
- Le Harem entr’ouvert. Mœurs marocaines (fin), „La Revue de Paris”, mai-juin 1919, s. 377-402.
- Marouf le clairvoyant, „Revue de France”, no 15, le 15 août 1922, s. 713-741.

### Książki
- Derrière les vieux murs en ruines. Roman marocain, Paris, Calmann-Lévy Éditeurs, 1922.
- Journal 1902-1924. « L’amour, je le supplie de m’épargner… », texte revu par Antoinette Weil, préface de Sapho, Paris, La Cause des Livres, 2007. ISBN 978-2-9519363-8-6
- Le Harem entr’ouvert, Paris, Calmann-Lévy Éditeurs, 1919. Wydanie drugie w Éditions Le Fennec, Casablanca, 2009. ISBN 978-9954-415-97-9
- L’Etrange Aventure d’Aguida, Paris, Les Éditions de France, 1925.
- Pratiques des harems marocains. Sorcelleries, médecine, beauté. Avec une préface par les docteurs Speder et Lépinay, Paris, Librairie orientaliste Paul Geuthner, 1925. Wydanie drugie w Éditions du Sirocco, Casablanca, 2008. ISBN 9954-8851-3-7